# Jég-völgyi-csúcs
A Jég-völgyi-csúcs (szlovákul Ľadový štít) a Tátra harmadik legmagasabb önálló csúcsa, és a Tátra főgerincének legmagasabb pontja; a lengyelek sokáig a hegység legmagasabb csúcsának tartották (hasonlóan mint a szepesiek a Lomnici-csúcsot és a liptóiak a Krivánt).

## Leírása
A Jég-völgyi-csúcs egy erősen szerteágazó, óriási hegytömeget képez, melyből számos hatalmas mellékgerinc sugárzik ki, közöttük mélyen a hegy testébe nyomuló völgykatlanokkal. A hegység d. oldaláról, nevezetesen az Öt-tó katlanából – amelynek hátterében emelkedik – nem mutatja igazi nagyságát, ez teljesen csak É felől jut érvényesülésre, honnan a Jávor-völgy s annak völgyelágazódásai övezik körül. Déli gerince a vele egységes tömeget alkotó Markazit-toronnyal köti össze. Ék. gerince a Jég-völgyi-csorbához ereszkedik, amely a Zöld-tavi-csúcstól választja el. E gerinc alsó részében a kevéssé önálló Hócsúcsot viseli.
A csúcs tömegéből kiágazó oldalgerincek:
- Száraz-gerinc – közvetlenül a csúcsból kiinduló NY. gerinc.
- Jég-völgyi-tornyok gerince – a Jég-völgyi-vállból elágazó ÉNY. gerinc.
- Fekete-tavi-tornyok gerince – a Hócsúcsból elágazó É. gerinc.

Kilátása a legkiterjedtebbek és a legszebbek közé tartozik. Szokásos útján, amelynek nehézségei igen mérsékeltek, gyakran keresik fel. Egyéb útirányai közül némelyik – anélkül, hogy rendkívüli nehézségekkel lennének egybekötve – nagyszerű vállalkozásokra ad alkalmat.
A Jég-völgyi-csúcs legkönnyebb útja a Jég-völgyi-vállról indul: egy jól kivehető, de nem jelölt ösvény. Az útvonal legnehezebb akadálya a 22 m hosszú Kőparipa, amelyet lovaglóülésben szoktak végig mászni.

## Első megmászói
A Jég-völgyi-csúcs első megmászása ismeretlen időkbe esik. Régi feljegyzések szerint a csúcsra való feljárás már a 18. században ismeretes volt a javorinai és szepesgyörkei zergevadászok előtt.
Első turistamegmászói: John Ball, Wilhelm Richter és egy ismeretlen férfi, szepesgyörkei zergevadászok kíséretében, 1843 augusztusában. Stanisław Staszic lengyel tudós már 1805-ben szintén szepesgyörkei zergevadászok kíséretében próbálkozott, ám sikertelenül.

## Neve
Először Buchholz tátrai panorámáján 1717-ben találjuk meg a nevét latinul Mons Anserinus, németül pedig Gans formájában. Ezeknek a neveknek eredete talán egy tévedésben rejlik. A csúcson ugyanis nagy mennyiségben található a sárga virágú indás ciklász (Sieverzia reptans), melyet azonban nagy hasonlósága miatt összetévesztettek a libapimpóval (Potentilla anserina); ezt a cipszer tájszólásban Ganserichnek vagy Gänserichnek nevezik. Ez az elnevezés a 18. század folyamán sokszor előfordul, majd magyar fordításban is mint Gúnár és Lúd.
A kincskereső kézikönyvekben a Jég-völgyi-csúcs mint a kincsek őre szerepel, mely nyúlványaival elreteszelte a ma nem létező (vagy csak kitalált) Békás-tóhoz vezető utat. A német kincskereső irodalomban pedig a Siebenriegel-Berg formában fordul elő, amit magyarra Hétretesz-hegynek fordítottak.
Belsazar Hacquet francia utazó 1793-ban tett utazása alkalmával Wielki Kolbának nevezi a csúcsot. Dénes Ferenc (1880) szerint a névadók a szepesgyörkei pásztorok voltak. Pokorný (Z potulek po Slovensku, 1885) ezt az elnevezést tévesen úgy magyarázza, hogy a csúcs pásztorkunyhóhoz (=koliba) hasonlít. Valószínűbb azonban, hogy a Tar-pataki-völgy német nevéből (Kolbachtal) ered, és erre vallanak a későbbi Grosse Kolbacherspitze, Grosser Kolbachberg elnevezések is. Az 1911-ben kiadott Janoška-kalauzban a Žiakovský štít elnevezést Miloš Janoška az Eisdorf község (szerinte slovákul Žiakov, ma Žakovce, magyarul Izsákfalva, 1907-ig Izsákfalu) szlovák neve szerint javasolta.
Genersich Keresztély 1807-ben Schwarzenseeturmnak nevezi, melynek magyar változata is megjelent mint Feketetó-torony – ez az elnevezés az alatta ÉNy-ra lévő tóra utal. Genersich használja az Eisthalturm (Jég-völgyi-torony) elnevezést is, ami már nagyon közel van a mai elnevezéshez. A mai elnevezést először Wahlenberg használta, a névadó völgy a csúcs é. lejtőin fekszik, és négy katlanában az év nagyobb részében hómező található.